# Constance de Austria
Constance de Austria (germană Konstanze Renate von Österreich; poloneză Konstancja Austriaczka sau Konstancja Habsburżanka; n. 24 decembrie 1588, Graz, Monarhia Habsburgică – d. 10 iulie 1631, Varșovia, Polonia-Lituania) arhiducesă aparținând Casei de Habsburg, a fost regină a Poloniei prin căsătoria cu regele Sigismund al III-lea Vasa.

## Biografie
Constance a fost fiica arhiducelui Austriei, Carol al II-lea și a soției sale, Maria Anna de Bavaria. Bunicii paterni au fost împăratul romano-german Ferdinand I și regina Anna Iagello. 
De asemenea, Constance a fost sora mai mică a împăratului romano-german Ferdinand al II-lea, a reginei Spaniei, Margareta de Austria, a lui Leopold al V-lea de Austria și a Annei de Austria.
Sora ei mai mare, Anna, a fost prima soție a regelui Sigismund al III-lea Vasa. După moartea Annei, Constance a devenit a doua soție a acestuia. După regulile poloneze faptul că Sigismund fusese soțul sorei ei, reprezenta un impediment pentru această căsătorie și aceasta a atras critici aspre la adresa reginei în timpul războiului civil izbucnit imediat după aceea (1606–1607). O nouă căsătorie a regelui, cu o fiică a împăratului Ferdinand al II-lea educată strict catolic și teama față de influența iezuitismului spaniol și a unei monarhii universale papiste, au provocat tulburări politice considerabile în Polonia. La izbucnirea Războiului de 30 de ani, Sigismund s-a alăturat familiei imperiale catolice. 
A fost apreciată ca evlavioasă și blândă, dar cu o educație limitată ceea ce nu a ridicat nivelul cultural al curții regale. Foarte talentată muzical, Constance a luat lecții de canto de la Asprilio Pacelli și a compus mai multe piese muzicale.
Ambițioasă ca politiciană ea a făcut eforturi pentru a influența politica în timpul căsătoriei cu Sigismund. Și-a format un grup de adepți prin aranjarea căsătoriilor între doamnele ei de onoare și nobilii puternici. Constance a reprezentat interesele familiei de Habsburg în Polonia influențând numirile în instanțele de judecată, guvern și Biserică. Cunoscut este conflictul ei cu Urszula Meyerin, metresa regelui Sigismund.
Constance vorbea spaniola, latina și italiana. Ea a învățat poloneza după ce s-a căsătorit, dar nu-i plăcea să o vorbească. A fost protectoarea clericilor, pictorilor și arhitecților. 
În 1623 Constance s-a ocupat intens de bunăstarea familiei sale, Ea a cumpărat moșia Żywiec de la Mikołaj Komorowski, pentru ca după moartea ei traiul copiilor să fie asigurat. A finanțat construcția mai multor palate în Varșovia (toate dispărute în prezent) pentru copiii ei care au supraviețuit copilăriei (patru fii și o fiică). Mai târziu, aceasta le-a interzis evreilor să se stabilească în oraș.
Constance a dorit ca fiul ei cel mare să fie succesorul la tronul Poloniei după moartea soțului ei, Sigismund al III-lea Vasa, în locul fiului acetuia din prima căsătorie, însă nu a reușit. Fiul ei a urmat la tron abia după moartea fratelui său vitreg, Vladislav al IV-lea Vasa, în 1648.
Constance a murit în 1631 la Varșovia în urma unui accident vascular. Căsătoria cuplului regal era considerată una fericită, iar moartea reginei l-a îndurerat profund pe regele Sigismund. Constance a fost înmormântată în Catedrala Wawel din Cracovia.

## Căsătorie și descendenți
Constance s-a căsătorit pe 11 decembrie 1605 cu Sigismund al III-lea Vasa. Cei doi au avut șapte copii:
- Ioan Cazimir (25 decembrie 1607 – 14 ianuarie 1608);
- Ioan Cazimir (22 mai 1609 – 1672), succesor al fratelui său vitreg la tronul Poloniei (1648 – 1668);
- Ioan Albert (25 mai 1612 – 22 decembrie 1634);
- Carol Ferdinand (13 octombrie 1613 – 9 mai 1655);
- Alexandru Carol (4 noiembrie 1614 – 19 noiembrie 1634);
- Ana Constance (26 ianuarie 1616 – 24 mai 1616);
- Ana Caterina (7 august 1619 – 8 octombrie 1651), a fost prima soție a principelui elector palatin Filip Willhelm.